# Quần thể danh thắng Tràng An

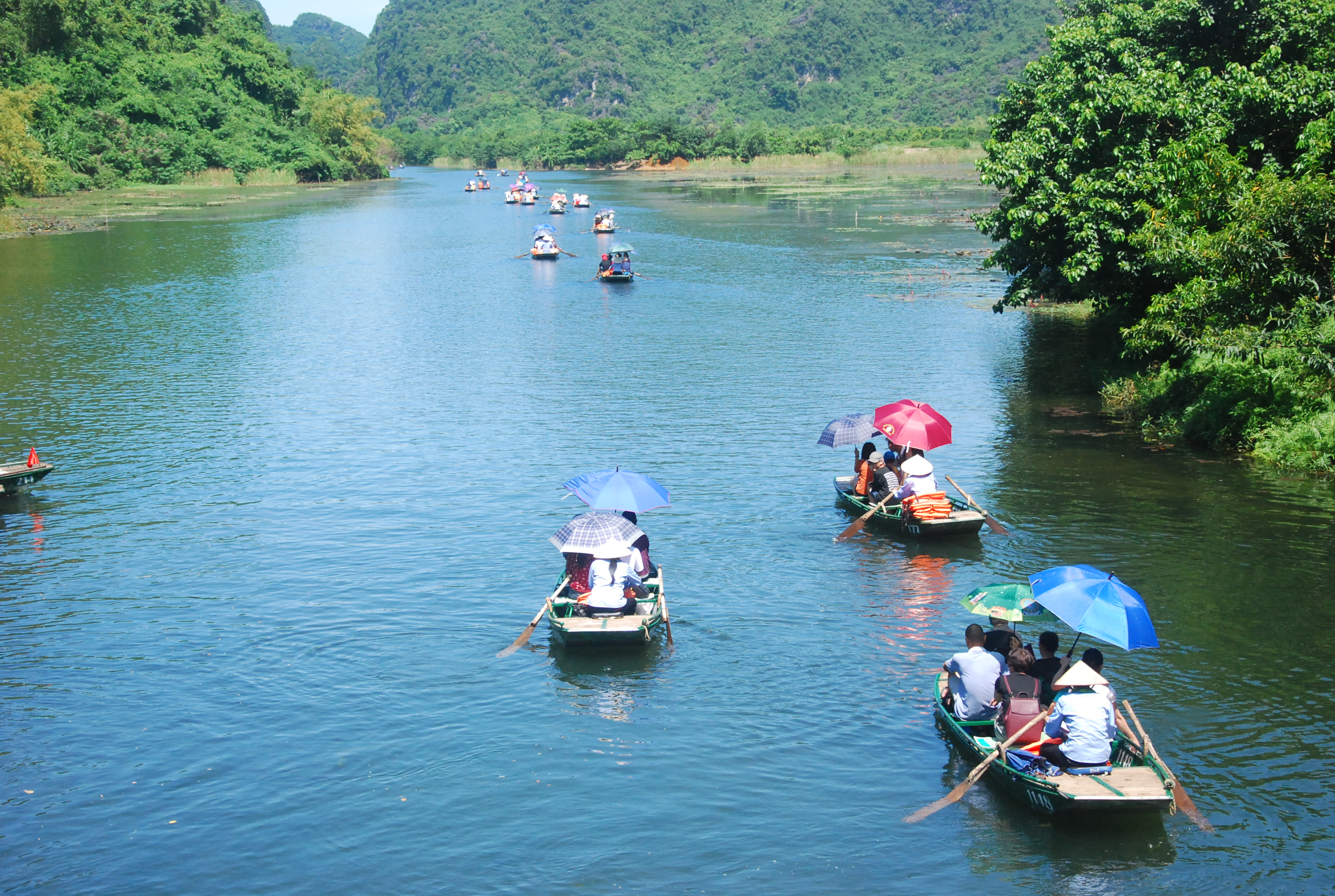
Du thuyền thăm Khu du lịch sinh thái Tràng An

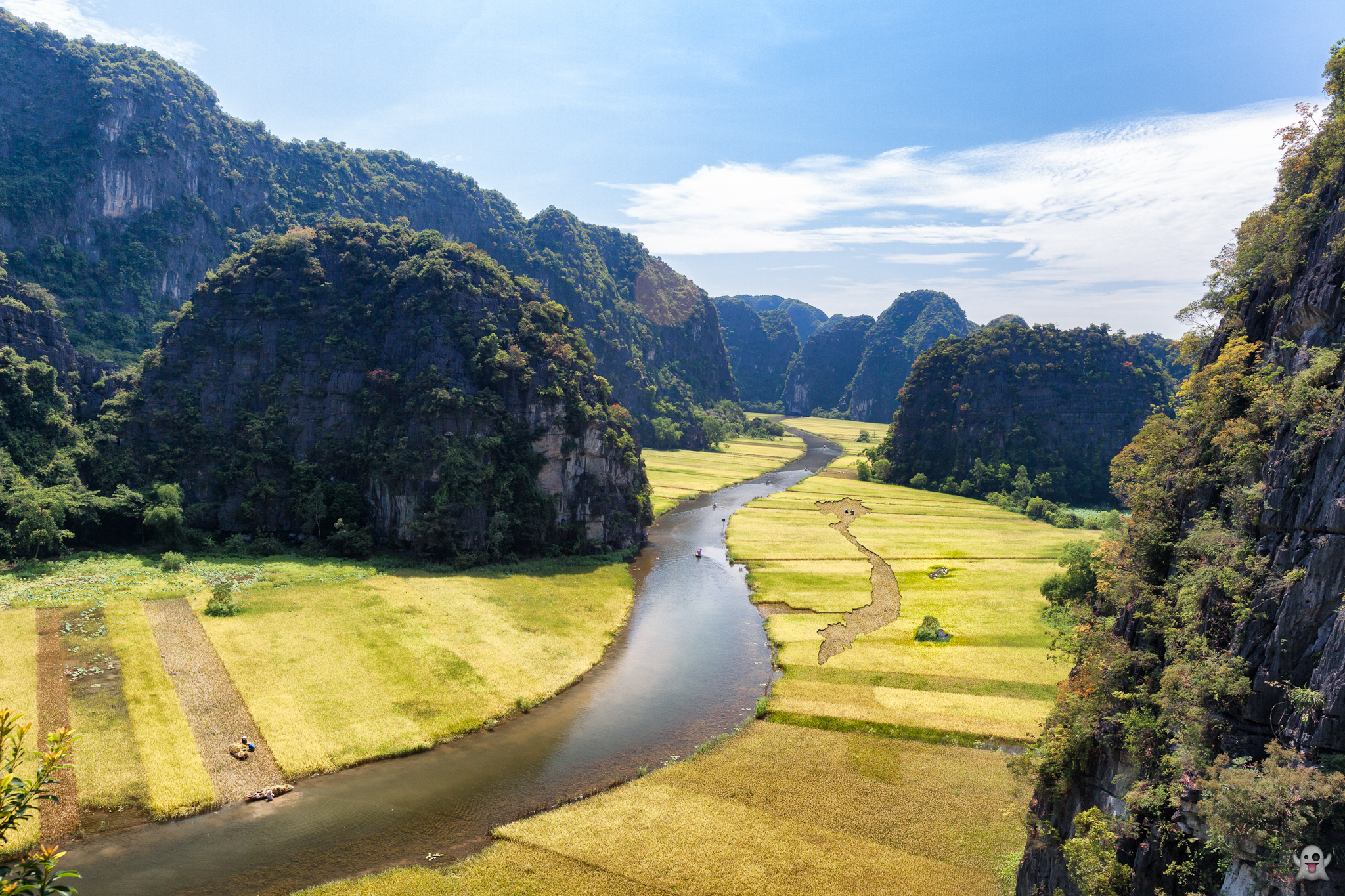
Tam Cốc mùa lúa chín

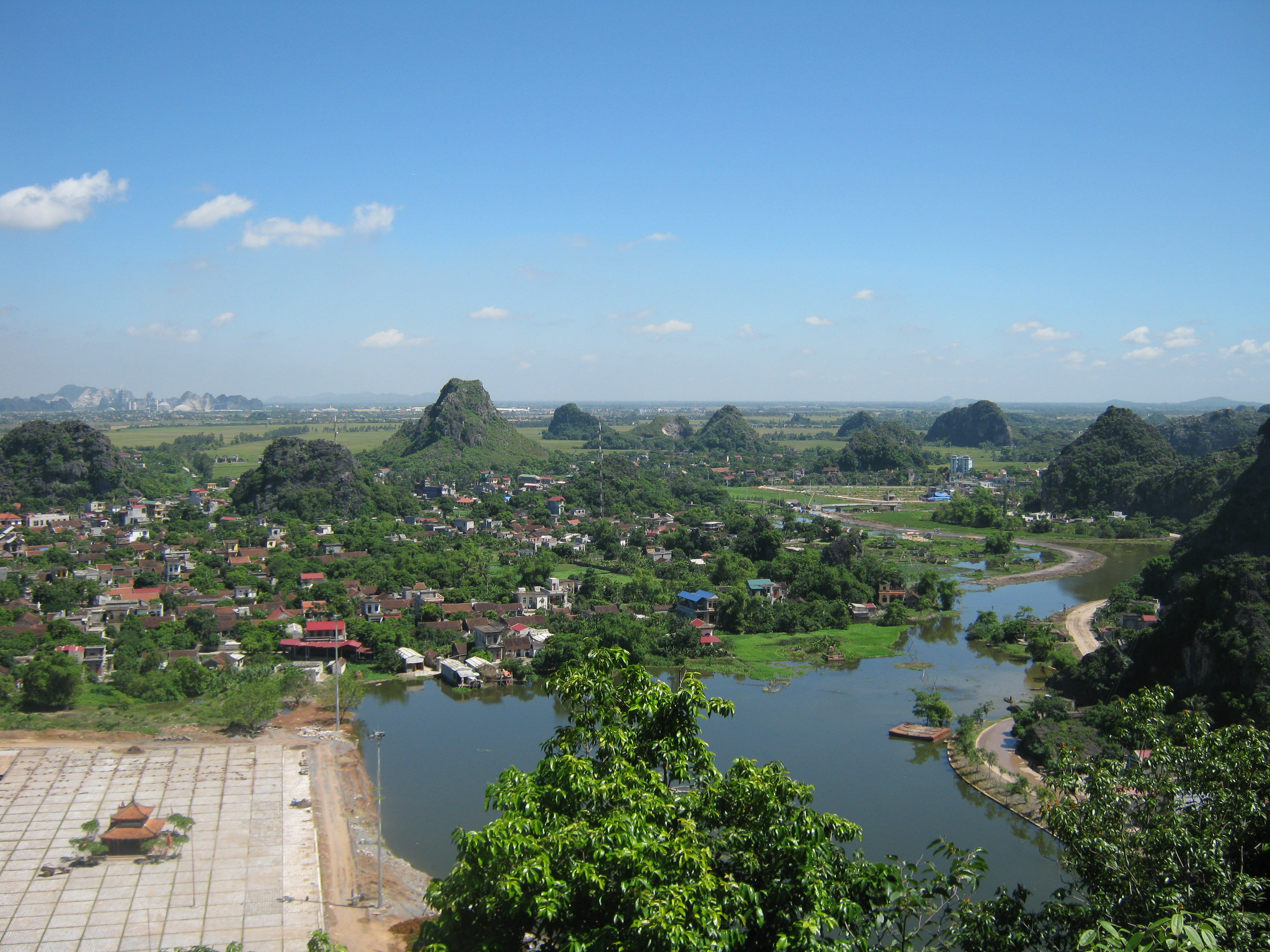
Phong cảnh cố đô Hoa Lư nhìn từ núi Mã Yên

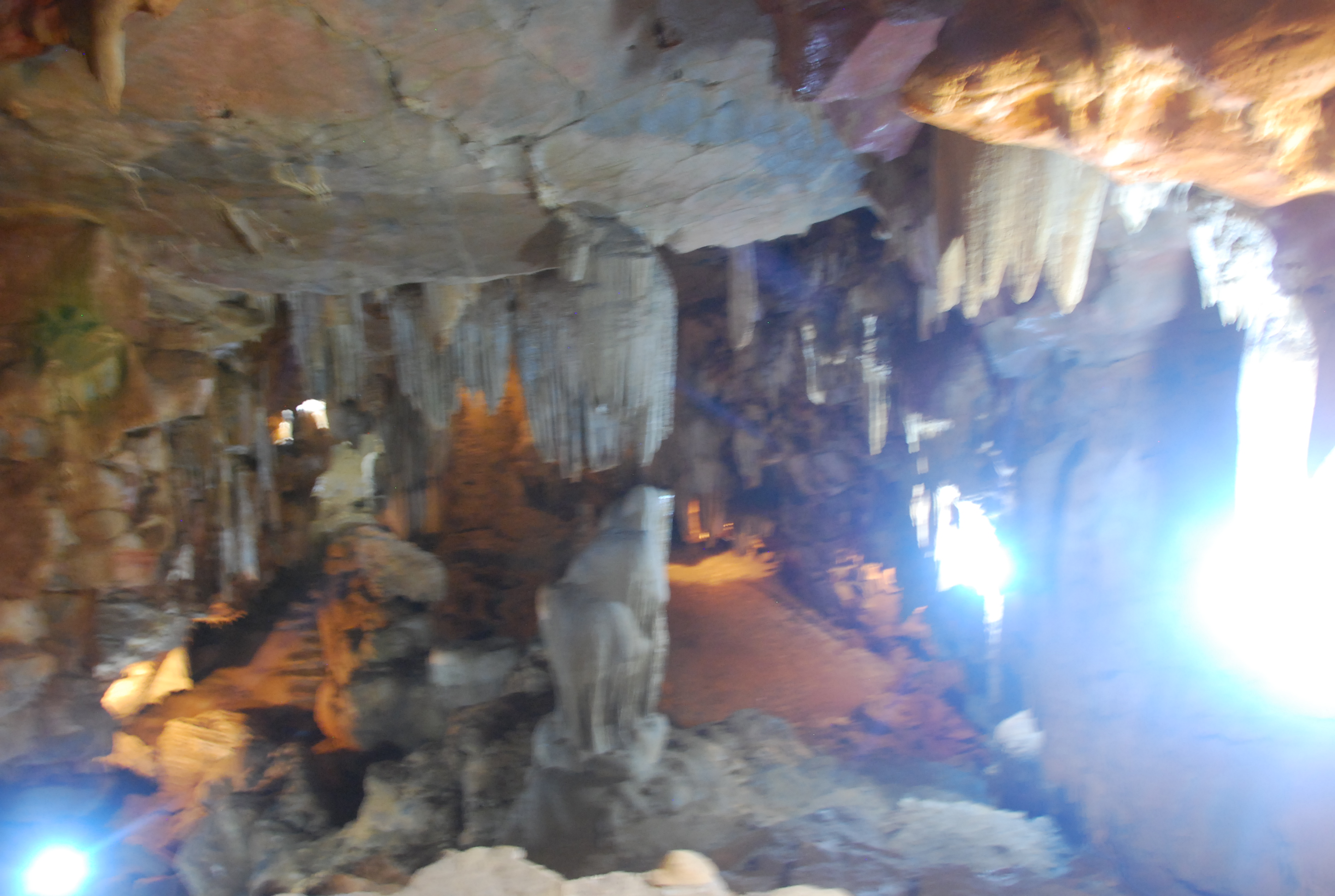
Động Vái Giời ở Thung Nham

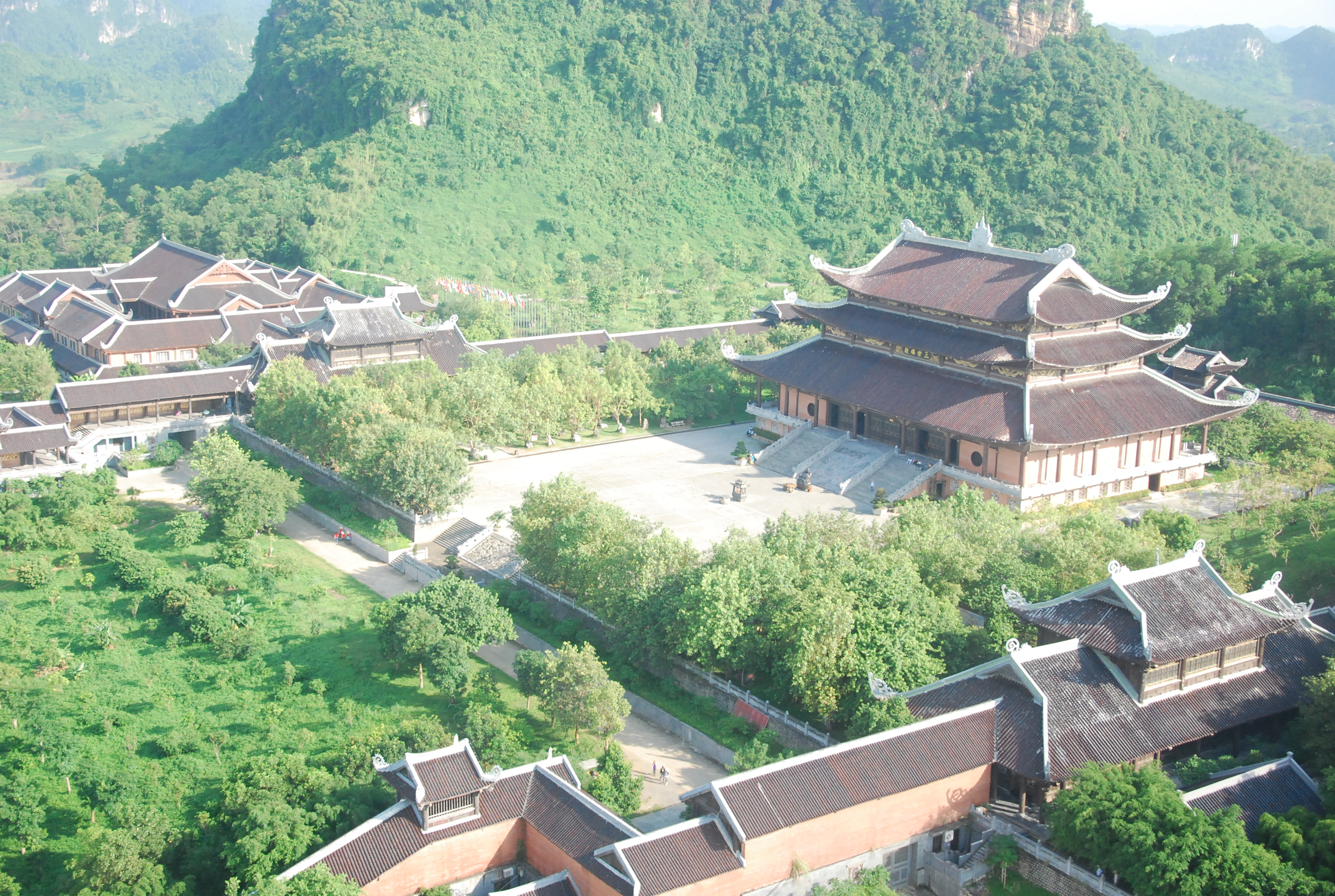
Toàn cảnh Điện Tam Thế chùa Bái Đính

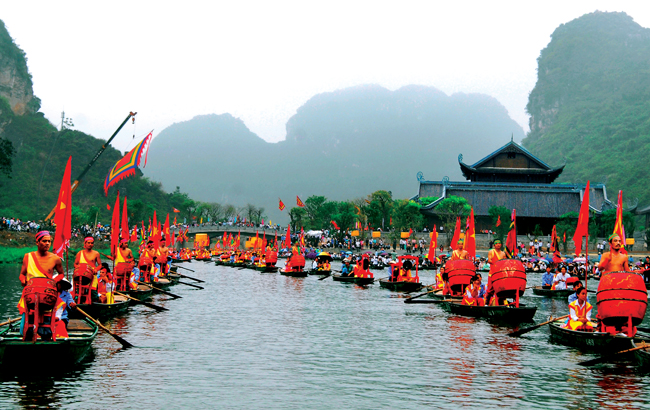
Lễ hội Tràng An diễn ra trên sông

Quần thể danh thắng Tràng An là một vùng du lịch tổng hợp gồm các di sản văn hóa và thiên nhiên được UNESCO công nhận ở Ninh Bình, Việt Nam. Trước đó, nhiều di tích danh thắng nơi đây đã được Chính phủ Việt Nam xếp hạng di tích quốc gia đặc biệt quan trọng như Khu du lịch sinh thái Tràng An, khu du lịch Tam Cốc - Bích Động, chùa Bái Đính, cố đô Hoa Lư... Liên kết giữa các khu vực này là hệ sinh thái rừng đặc dụng Hoa Lư trên núi đá vôi, đất ngập nước và hệ thống sông, hồ, đầm với diện tích 12.252 ha. Quần thể di sản thế giới Tràng An mang trong mình những khung cảnh thiên nhiên độc đáo từ đá núi, hệ sinh thái, rừng cây, thảm thực vật, đồng lúa, hồ đầm và những tuyến du thuyền trên sông Ngô Đồng, suối Tiên, sông Vọc, sông Sào Khê, sông Đền Vối, sông Bến Đang. Nơi đây sở hữu những hang động đẹp như động Thiên Hà, động Thiên Thanh, động Tiên, động Tiên Cá, động Vái Giời, động Thủy Cung, hang Bụt, hang Tam Cốc, hang động Tràng An, hang Sinh Dược; những di chỉ khảo cổ học có giá trị như hang Mòi, hang Bói, hang Trống, mái Ốc, thung Bình, thành Hoa Lư; những di tích lịch sử nổi tiếng gắn với 4 hoàng triều Đinh - Lê - Lý - Trần như cung điện Hoa Lư, đền Vua Đinh, đền Vua Lê, chùa Bích Động, chùa Bái Đính, hành cung Vũ Lâm, đền Thái Vi, đền Trần, đền Suối Tiên hay những thắng cảnh khác như vườn chim thung Nham, thung Nắng, hang Múa, rừng đặc dụng Hoa Lư...
Ngày 23 tháng 6 năm 2014, tại Doha, với sự đồng thuận tuyệt đối của Ủy ban Di sản thế giới, Quần thể danh thắng Tràng An chính thức trở thành di sản thế giới hỗn hợp đầu tiên của Việt Nam khi đáp ứng cả hai yếu tố nổi bật về văn hóa và thiên nhiên. Tràng An hiện cũng là di sản thế giới kép đầu tiên và duy nhất ở khu vực Đông Nam Á. Trong quy hoạch phát triển du lịch tại Việt Nam, Tràng An cũng là địa danh được đầu tư để trở thành một khu du lịch tầm cỡ quốc tế.

## Tổng quan

### Ranh giới
Quần thể danh thắng Tràng An nằm chủ yếu ở 3 phường: Tây Hoa Lư, Nam Hoa Lư, Hoa Lư và một phần nhỏ phường Yên Sơn thuộc tỉnh Ninh Bình.
Vùng lõi Tràng An có diện tích hơn 6.172 ha, là vùng bảo vệ đặc biệt của danh thắng. Vùng bảo vệ đặc biệt này nằm trọn trong quy hoạch khu du lịch Tràng An với diện tích 12.252 ha. Diện tích các khu vực bảo tồn đặc biệt của vùng lõi Tràng An như sau:
- Trung tâm cố đô Hoa Lư: 314 ha,
- Khu Tam Cốc - Bích Động: 350 ha,
- Khu sinh thái Tràng An: 2.133 ha,
- Rừng đặc dụng Hoa Lư: 3.375 ha.

Quần thể danh thắng Tràng An nằm gần các Quốc lộ 1, QL38B, QL12B và trong tứ giác nước được giới hạn bởi các sông:
- sông Hoàng Long ở phía Bắc;
- sông Chanh ở phía Đông;
- sông Hệ ở phía Nam;
- sông Bến Đang (và một phần sông Chim) ở phía Tây.

### Vị trí
Khoảng cách từ trung tâm hình học của quần thể Tràng An đến thành phố Hoa Lư khoảng 8 km theo đường chim bay. Các khu du lịch đều nằm ở vùng ven quần thể di sản Tràng An với mục đích đưa khách vào sâu trong lòng di sản:
- Khu du lịch sinh thái Tràng An cách cố đô Hoa Lư 3 km theo hướng nam, cách phường Hoa Lư 7 km theo hướng tây dọc đại lộ Tràng An, cách Tam Điệp 17 km theo hướng bắc qua Tam Cốc, cách Hà Nội 96 km theo hướng nam.
- Khu du lịch Tam Cốc - Bích Động với bến thuyền trung tâm nằm ở phía Nam, cách trung tâm phường Hoa Lư 7 km, cách Tam Điệp 12 km, cách Hà Nội 100 km theo hướng nam.
- Khu du lịch sinh thái Thung Nham cách Hoa Lư 10 km, cách Tam Điệp 8 km, cách Hà Nội 103 km.
- Khu di tích lịch sử văn hóa Cố đô Hoa Lư nằm ở phường Tây Hoa Lư, cách phường Hoa Lư 11 km, cách Hà Nội 94 km theo hướng nam.
- Khu du lịch văn hóa chùa Bái Đính nằm ở phường Tây Hoa Lư, cách Hoa Lư 15 km, cách Hà Nội 98 km theo hướng nam.

### Người Tràng An
Năm 2014, khi được UNESCO công nhận là di sản thế giới, trong vùng lõi Tràng An có 14.000 cư dân sinh sống, vùng đệm có 21.000 cư dân sinh sống, trong khi dân số 12 xã vùng lõi ~73.000 người, 8 xã vùng đệm là ~ 49.000 người và tổng toàn bộ 20 xã nêu trên là 122.000 người. Người Tràng An là người Kinh, sống trong lòng di sản chủ yếu bằng nghề trồng trọt và dịch vụ du lịch.
Trong phạm vi quần thể danh thắng Tràng An có một số làng nghề tiêu biểu của Ninh Bình như nghề thêu ở xã Ninh Hải, nghề chế tác đá mỹ nghệ ở xã Ninh Vân, nghề xây dựng ở xã Trường Yên. Người Tràng An ngày nay được coi là hậu duệ của những cư dân cổ của nền văn hóa Tràng An, vốn là nền văn hóa cổ nhất ở Việt Nam.

## Di sản thiên nhiên thế giới

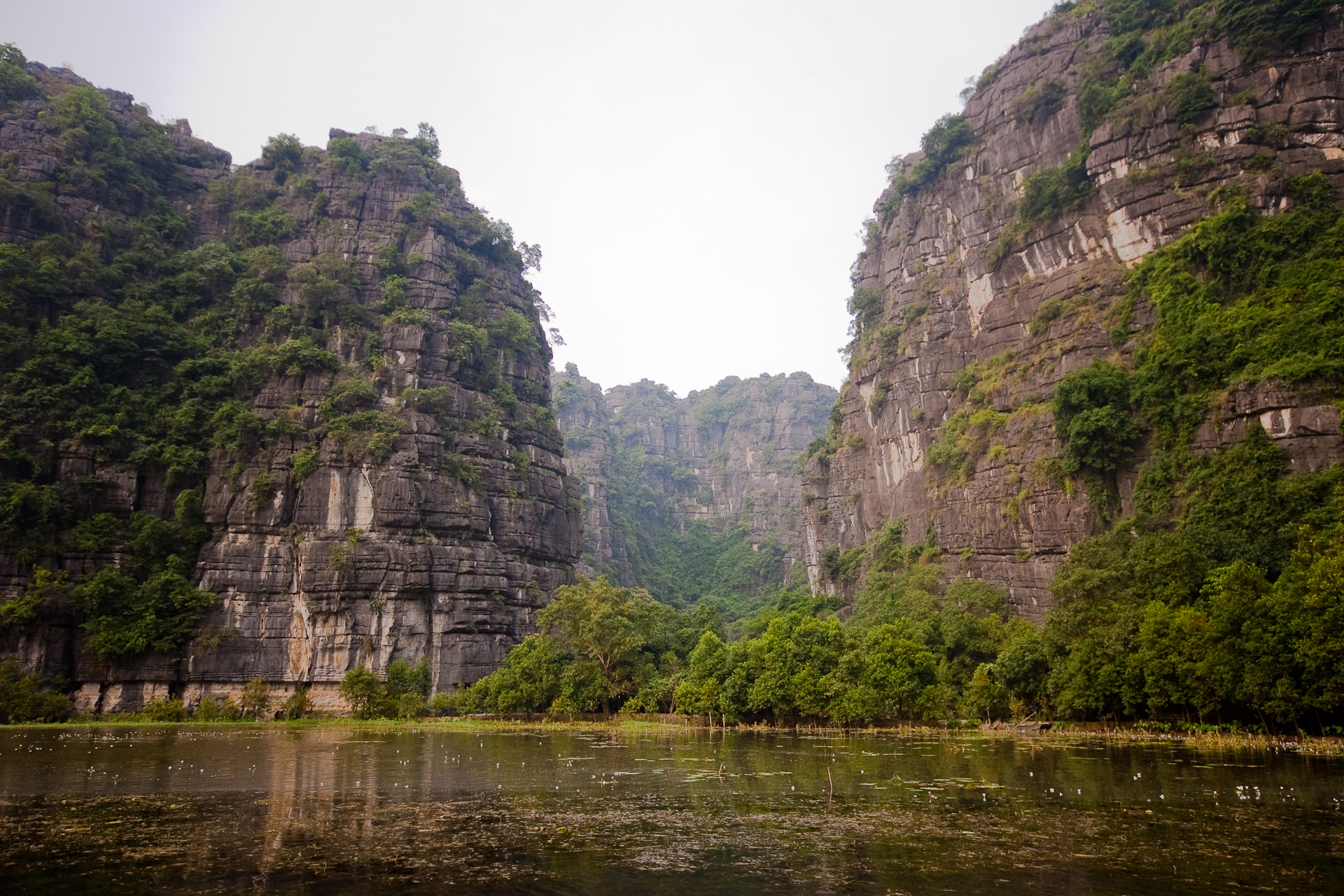
Một góc của vùng Tam Cốc

Quần thể danh thắng Tràng An có giá trị nổi bật toàn cầu với 2 tiêu chí VII và VIII của một di sản thiên nhiên thế giới.

### Vẻ đẹp nổi bật toàn cầu
Tràng An là một trong những nơi có cảnh quan  đẹp và quyến rũ nhất trên thế giới. Phủ lên cảnh quan là thảm rừng và các tháp dạng nón hùng vĩ cao 200m, với các hố trũng hẹp khép kín, bao quanh bởi các sống núi nối liền nhau, các đầm lầy thông nhau qua hệ thống suối xuyên ngầm có chiều dài lên tới 1 km. Vẻ hài hòa của đá, sông nước, rừng cây và bầu trời ở Tràng An tạo nên một thế giới tự nhiên sống động đầy quyến rũ. Đó là nơi rất đặc biệt, nơi văn hóa tiếp xúc với kỳ quan, bí ẩn và vẻ hùng vĩ của thế giới tự nhiên, và văn hóa cũng bị biến đổi bởi chính những điều đó.
Tràng An có thiên nhiên tươi đẹp với những ngọn núi, hang động huyền bí, sông nước thanh tĩnh, những di tích linh thiêng và những hệ động, thực vật phong phú, quý hiếm. Khu rừng văn hóa lịch sử môi trường Hoa Lư điển hình là một vùng cát-tơ đá vôi trồi lên giữa vùng đồng bằng ven biển tương đối bằng phẳng của Miền Bắc Việt Nam. Vùng đá vôi nổi lên này nằm xen kẽ với hàng loạt các khe suối có nước thường xuyên và các thung lũng ngập nước theo mùa. Độ cao tuyệt đối của vùng từ 10 đến 281 m. Thảm thực vật tự nhiên ở Hoa Lư là rừng trên núi đá vôi và rừng thường xanh trên đất thấp ở các thung lũng đan xen giữa các vùng đá vôi. Có khá nhiều hang động đẹp ở khu vực như: động Thiên Hà, động Vái Giời, động Tiên Cá, động Ba Cô, động Tiên, động Thủy Cung, hang Bụt, hang Sinh Dược... cùng với rừng núi và sông nước tạo nên những tuyến du lịch nổi tiếng như Tràng An, Tam Cốc - Bích Động. Có những con sông chảy qua vùng Tam Cốc và Tràng An để du khách có thể đi thăm khu vực này bằng thuyền.

### Kiến tạo địa chất độc đáo
Tràng An minh chứng cho các giai đoạn cuối cùng của quá trình tiến hóa karst trong môi trường khí hậu nhiệt đới ẩm. Sự đa dạng địa chất địa mạo hiện diện tại Quần thể danh thắng Tràng An là kết quả từ các hoạt động địa chất liên tục qua hàng trăm triệu năm từ kỷ Trias đến Đệ Tứ. Trong suốt chính thời gian này, sự sụp đổ địa mạo và phân chia cao các khối núi Karst đá vôi trầm tích khổng lồ đã xảy ra ở đây. Chính những sự kiện địa chất này đã tạo ra những vùng núi hoang sơ và quyến rũ, các thung lũng trầm tích và các hố sụt mà cùng nhau đã có được kết quả trong sự đa dạng biểu mẫu, đại chất địa mạo, hang động và các hệ thống nước của Quần thể danh thắng Tràng An.
Tràng An có ý nghĩa lớn về khoa học là một trong những cảnh quan, có mặt các dạng chuyển tiếp giữa núi đá vôi hình nón nối với nhau qua các đỉnh sắc cạnh và núi đá dạng tháp cổ điển đứng rời rạc trên các đồng bằng bồi tích, mỗi dạng địa hình đại diện cho các giai đoạn khác nhau trong quá trình tiến hóa địa mạo đang diễn ra trong chu trình xâm thực karst. Một loạt ngấn xâm thực tìm thấy trên vách đá, có liên quan đến các hang động, sàn ngấn sóng, trầm tích bãi biển và vỏ nhuyễn thể biển, hé lộ bằng chứng của các đợt biển tiến trước đây. Cùng với việc dịch chuyển nâng lên của khối núi, những đặc điểm này có thể quan sát ở độ cao khoảng 50m trên mực nước biển hiện tại. Có ít cảnh quan trên thế giới và không có khu vực karst nào tương ứng có thể cho những bằng chứng dao động mực nước biển diễn ra qua một giai đoạn địa chất dài và rõ ràng như ở Tràng An.

## Di sản văn hóa thế giới
Quần thể danh thắng Tràng An có giá trị nổi bật toàn cầu với tiêu chí của một di sản văn hóa thế giới. Tràng An chứa đựng các bằng chứng cho thấy sự thích ứng của con người với các điều kiện biến đổi về địa lý và môi trường theo lịch sử trái đất.

### Môi trường sống của người tiền sử
Tràng An là địa điểm nổi bật trong khu vực Đông Nam Á và có ý nghĩa trên phạm vi thế giới cho thấy cách mà người tiền sử tác động qua lại với cảnh quan tự nhiên và thích ứng với biến đổi to lớn về môi trường trải dài ít nhất 30.000 năm.
Trên 30 di tích khảo cổ học thời tiền sử, chủ yếu thuộc nền văn hóa Tràng An đã được phát hiện trong Quần thể danh thắng Tràng An. Kết quả nghiên cứu cho thấy cách người tiền sử thích nghi với biến cố lớn về môi trường, cảnh quan. ít nhất là từ khoảng 23.000 năm đến nay, một số nền văn hóa tiền sử đã tiến hóa liên tục ở khu vực này, từ thời đồ đá cũ qua thời đại Đá mới đến thời đại đồ Sắt và đồ Đồng như các nền văn hóa Tràng An, Hòa Bình, Đa Bút. Trong khoảng thời gian đó, khu vực này cũng đã trải qua một số lần dao động mực nước biển đáng kể. Trong điều kiện tự nhiên đặc biệt, hầu như chỉ có đá vôi là chất liệu đá duy nhất, người Tràng An đã biết sử dụng nó làm công cụ lao động ít nhất cho đến cách ngày nay khoảng 3.000 năm, trong quá trình đó đã nhận biết được rằng đá vôi đô-lô-mít thuộc loại chất liệu tốt nhất có thể có. Đồng thời với giai đoạn biển tiến lớn nhất cuối cùng (khoảng 7.000-4.000 năm trước) người tiền sử Tràng An đã biết tới nghệ thuật làm đồ gốm. Những chứng cứ sớm nhất được cho là tương đương với gốm Đa Bút (6.000 năm trước), nhưng thực tế đã được làm ra ở đây sớm hơn nhiều (khoảng 9.000 năm trước) và tiến hóa liên tục qua thời đại Kim khí đến tận sau này. Việc sử dụng đồ gốm từ sớm và liên tục ở Tràng An chứng tỏ rằng một trung tâm gốm sứ rất khác biệt so với nhiều trung tâm gốm sứ khác ở Việt Nam đã từng tồn tại ở đây. TS. Masanari Nishimura (Nhật Bản) qua nghiên cứu khảo cổ học tiền sử Quần thể danh thắng Tràng An đã khẳng định: Cách đây 5.000-6.000 năm trước, có một trận động đất lớn ở Tràng An và người Việt cổ ở Tràng An đã trải qua nhiều sự biến đổi của thiên nhiên để thích ứng và phát triển cho đến ngày nay, tạo nên một giá trị về một nền văn hóa Tràng An.
Lịch sử văn hóa lâu dài gắn bó chặt chẽ với quá trình tiến hóa địa chất của sơn khối núi đá vôi Tràng An vào giai đoạn cuối Pleitocene và Holocene. Tràng An là di sản văn hóa thế giới lâu dài và duy nhất về con người và ứng xử của con người đối với những thách thức, biến đổi và cơ hội qua hàng chục nghìn năm, đang mang lại các cách tiếp cận tiên phong trong việc tìm hiểu quá trình cư trú của con người và các chiến lược mới mà từ đó có thể áp dụng cho các mô hình kinh tế hiện đại, với mục đích tăng cường khả năng thích ứng trước những biến đổi môi trường sắp xảy ra trong thế giới ngày nay.

### Kinh đô Hoa Lư của nước Đại Cồ Việt
Đến thế kỷ X ở thung lũng mở Hoa Lư, người Tràng An đã không ngừng phát triển bản sắc văn hóa của họ trong sự hòa hợp, chặt chẽ với cảnh quan thiên nhiên. Vị anh hùng dân tộc Đinh Bộ Lĩnh sau khi dẹp loạn 12 sứ quân đã xây dựng Kinh đô Hoa Lư ở đây bằng cách đắp thành, nối liền những ngọn núi, khép kín thung lũng đá vôi để phục hưng văn hóa, mở ra ba triều đại đầu tiên của nền phong kiến độc lập Việt Nam: nhà Đinh, nhà Tiền Lê, nhà Hậu Lý với các dấu ấn lịch sử: thống nhất giang sơn, đánh Tống - dẹp Chiêm và phát tích quá trình định đô Hà Nội.
Đến thế kỷ XIII triều đại nhà Trần lại chọn vùng núi Tràng An để xây dựng hành cung Vũ Lâm với vai trò là một căn cứ quân sự để củng cố lực lượng góp phần chiến thắng quân Nguyên - Mông và là nơi các vua Trần xuất gia tu hành, mở mang phật giáo.
Khu rừng môi trường Hoa Lư ngày nay có hàng loạt các giá trị lịch sử, văn hoá và du lịch. Di tích quốc gia đặc biệt Cố đô Hoa Lư hiện nay còn rất nhiều công trình kiến trúc đình, đền, chùa, phủ như: đền Vua Đinh Tiên Hoàng, đền Vua Lê Đại Hành, đền thờ Công chúa Phất Kim, chùa Nhất Trụ, phủ Vườn Thiên, chùa Kim Ngân, chùa Duyên Ninh, phủ Chợ, động Am Tiên, đình Yên Trạch, chùa Bà Ngô, động Liên Hoa, đền Trần, phủ Khống, phủ Đột, chùa Bái Đính, động Thiên Tôn, động Hoa Lư, đền thờ Đinh Bộ Lĩnh...

## Cơ sở hạ tầng
Quần thể danh thắng Tràng An ngoài vẻ đẹp ngoại hạng còn là khu vực bảo vệ đặc biệt của Cố đô Hoa Lư, gắn liền với các giá trị lịch sử văn hóa của vùng đất cố đô Hoa Lư nên được đầu tư mở rộng để trở thành khu du lịch lớn. Chính phủ Việt Nam đã cho phép tỉnh Ninh Bình tiến hành khai quật, nạo hút bùn đất tạo đường giao thông thủy bộ và làm sáng tỏ các giá trị văn hóa, du lịch của danh thắng này. Danh thắng Tràng An gồm nhiều khu du lịch với tổng hợp các sản phẩm như du lịch lịch sử, văn hóa, tâm linh, lễ hội, khám phá cũng như nghỉ dưỡng, nghiên cứu khoa học... Đây là khu du lịch tầm cỡ và quy mô ở Việt Nam với tổng diện tích được quy hoạch lên tới 12000 ha.
Quần thể danh thắng Tràng An được bao bọc bởi một hệ thống các tuyến đường quốc lộ liên vùng, khoảng cách từ một vị trí bất kỳ trong danh thắng đến quốc lộ gần nhất đều chưa đến 7 km theo đường chim bay.
- Quốc lộ 38B chạy sát rìa phía bắc của khu vực bảo tồn Tràng An, qua cố đô Hoa Lư, chùa Bái Đính.
- Quốc lộ 12B chạy gần rìa phía tây của di sản, song song với sông Bến Đang.
- Quốc lộ 1 và tuyến đường tránh thành phố Hoa Lư đi gần rìa đông và nam vùng đệm di sản.
- Đại lộ Tràng An nối từ thành phố Hoa Lư đi chùa Bái Đính, Cúc Phương xuyên qua vùng đệm di sản.
- Đường nội bộ: chủ yếu là các tuyến đường thuộc khu vực Tam Cốc và cố đô Hoa Lư.

Hệ thống sông ngòi ở Tràng An có nhiệm vụ điều hòa nước cho khu vực và là những tuyến du lịch đường sông của Ninh Bình.
- Sông Sào Khê: chảy dọc trong lòng di sản, thông thủy với hệ thống các hồ đầm. Đây là tuyến đường du lịch chính của khu du lịch sinh thái Tràng An. Sông Sào Khê nối sông Hoàng Long với sông Vạc, là những phụ lưu của sông Đáy.
- Sông Ngô Đồng: chạy nội vùng phía nam di sản, thuộc tuyến du lịch Tam Cốc. Sông rút nước từ các cánh đồng đổ vào sông Vạc.
- Sông Bến Đang: là biên giới phía tây của danh thắng Tràng An, trên sông có tuyến du lịch động Thiên Hà, hang Bụt,...
- Sông Tràng An: là tuyến du lịch đường sông nối di sản Tràng An với trung tâm thành phố Hoa Lư.
- Sông Đền Vối: là tuyến du lịch Thung Nắng, thung Nham, vườn Chim.
- Sông Hệ Dưỡng: là biên giới phía nam của di sản.
- Sông Hoàng Long: là con sông lớn nhất sau sông Đáy, nằm ở phía bắc của di sản Tràng An.
- Sông Chim nằm ở biên giới phía tây bắc của di sản, gần với quốc lộ 38B.
- Sông Chanh là đường biên giới phía đông của di sản, sát với tuyến đường tránh thành phố Hoa Lư.

## Các khu du lịch

### Khu du lịch sinh thái Tràng An
Khu du lịch sinh thái Tràng An có trung tâm bến thuyền nằm bên đại lộ Tràng An, cách thành phố Hoa Lư 7 km. Tràng An gồm hệ thống các hang động, thung nước, rừng cây trên núi đá vôi và các di tích lịch sử gắn với kinh thành xưa của cố đô Hoa Lư. Nơi đây đã được xếp hạng di tích quốc gia đặc biệt quan trọng của Việt Nam.
Ngoài ra, phim trường Kong: Đảo Đầu lâu được phục dựng tại xã Ninh Xuân với diện tích khoảng 10 hecta, gồm 36 túp lều chóp nhọn cùng sự tham gia của hơn 50 người đóng vai thổ dân, cùng các thuyền gỗ dài giống như thuyền mà thổ dân hay sử dụng. Đoàn làm phim cũng thiết kế các giá treo bằng tre như người dân vùng biển dùng để treo cá, phơi cá. Tất cả đều sử dụng vật liệu truyền thống như tre, nứa, gỗ... Một số mô hình như máy bay, súng của lính Mỹ trong phim cũng được phục dựng bên cạnh các bờ suối. Lối đi từ cổng vào phim trường được lát đá và có hàng chục người dân được hóa trang thành thổ dân đứng trước cổng và đi lại xung quanh.
|  |  |  |  |  |  |  |  |

### Khu du lịch Tam Cốc - Bích Động
Khu du lịch Tam Cốc - Bích Động có trung tâm đón tiếp nằm cách Quốc lộ 1 2 km, cách thành phố Hoa Lư 7 km, cách thành phố Tam Điệp 9 km. Khu du lịch Tam Cốc - Bích Động gồm nhiều tuyến tham quan du thuyền, đi xe đạp và đi bộ nối khoảng gần 20 điểm du lịch. Các tuyến chính của khu du lịch:
Các tuyến du thuyền gồm: Tuyến bến Văn Lâm - sông Ngô Đồng - Tam Cốc; Tuyến Xuyên thủy động (xuyên dưới Bích Động); Các điểm du lịch đi bộ, xe đạp và leo núi: Núi và chùa Bích Động; động Tiên; hang Múa; khu nhà cổ Cố Viên Lầu; đền Thái Vi - động Thiên Hương...

### Khu di tích lịch sử cố đô Hoa Lư
Khu di tích lịch sử văn hoá Cố đô Hoa Lư với hệ thống núi non là bộ phận không thể tách rời của di sản thế giới kép Tràng An, được công nhận là di tích quốc gia đặc biệt quan trọng với 47 di tích trong đó nổi bật là: Đền Vua Đinh Tiên Hoàng, lăng mộ Vua Đinh, đền thờ và lăng mộ Vua Lê Đại Hành, nhà bia tưởng niệm Vua Lý Thái Tổ, đền thờ Công chúa Phất Kim, đền thờ thần Quý Minh, phủ Khống, phủ Đột, động Hoa Lư, núi Mã Yên, bia Câu Dền, sông Sào Khê, phủ Đông Vương, phủ Vườn Thiên, hệ thống chùa cổ Hoa Lư...
|  |  |  |  |  |  |  |  |

### Khu văn hóa tâm linh chùa Bái Đính
Chùa Bái Đính là một công trình kiến trúc phật giáo nổi tiếng nằm ở xã Gia Sinh, Gia Viễn, Ninh Bình. Khu văn hóa tâm linh núi chùa Bái Đính với chùa Bái Đính cổ (có đền thánh Nguyễn Minh Không, các hang động thờ Mẫu, thờ Phật, thờ Thần Cao Sơn…) và khu chùa Bái Đính lớn nhất Đông Nam Á với 5 toà lớn hội tụ nhiều kỷ lục châu Á và Việt Nam dọc theo sườn núi.

### Khu du lịch sinh thái Thung Nham - Vườn chim
Khu du lịch sinh thái Thung Nham  đã được đầu tư trở thành một khu du lịch sinh thái mới nằm tại thôn Hải Nham, xã Ninh Hải, thành phố Hoa Lư, cách chùa Bích Động khoảng 1000m về phía Tây.
Điểm dừng chân đầu tiên trong tuyến du lịch Vườn Chim Thung Nham là động Vái Giời trên lưng chừng núi với 3 tầng riêng biệt: tầng Địa Ngục, tầng Trần Gian và tầng Thiên Đường.
Động Ba Cô gắn với truyền thuyết xưa kia khi vua Đinh Tiên Hoàng bị đầu độc, ba cô gái đã vào động để lấy nước cứu Vua nhưng không may bị hổ bắt. Để tưởng nhớ tới ba cô gái, người dân nơi đây đã đắp một ngôi mộ và đặt tên động là động Ba Cô.
Động Tiên Cá: Động dài hơn 1500m có hệ thống nhũ đá muôn hình vạn trạng. Trải qua hàng triệu năm thiên nhiên kiến tạo, nơi đây còn lưu truyền lại một câu chuyện về một nàng Tiên Cá hóa đá. Nhũ đá trong lòng động như những bức tranh nghệ thuật tinh xảo của tạo hóa.
Động Thủy Cung: Với chiều dài 700m bên cạnh là hệ thống nhũ đá huyền ảo được ví như một cung điện ở dưới nước vô cùng nguy nga và tráng lệ.
Hang Bụt: Hang Bụt toạ lạc giữa lòng núi Tướng, trong khu rừng đặc dụng Hoa Lư. Hang Bụt hiện dài gần 500 m, lòng hang rất rộng và có nhiều nhũ đá với hình thù kỳ lạ. Nằm chính giữa hang là một tấm nhũ đá cao 1,5 m rộng 2 m có hình thù giống như một ông bụt hiện ra.
Vườn Chim: Vượt qua các hang, thuyền sẽ đưa du khách đi đến đảo chim để thăm quan vườn Chim với hàng vạn con chim đậu trên những cành cây trắng xoá.
|  |  |  |  |  |  |  |  |

### Khu du lịch Thung Nắng
Từ bến thuyền Tam Cốc, Du khách đi khoảng hơn 500 mét đường bộ là đến bến thuyền Thạch Bích để đi thung Nắng. Vượt qua một quãng đường thủy với hai bên là đồng lúa, núi đá, qua đền Vối. Tiếp tục hành trình, du khách thăm thung nắng với một vùng trời mây, non nước bao bọc xung quanh. Với khoảng 3 km đường thủy đi bằng thuyền du khách sẽ đến với núi Ba Dọi, Núi Cóc, núi Măng, núi Vàng… Thuyền đưa du khách qua hang Thung Nắng dài khoảng 100 m là đền Thoong Nắng. Đền được xây dựng trong một không gian tĩnh lặng, lưng Đền dựa vào thế núi linh thiêng là nơi thờ Chúa thượng ngàn. Sau khi thăm Thung Nắng xong trên đường quay ra tới bến Cây Gạo du khách tới thăm đền Vối. Đền Vối có cách đây hàng trăm năm, được xây dựng bằng đá, với các đồ thờ bằng đá được chạm khắc công phu, tỉ mỉ. Đền Vối có từ thời nhà Lê thờ ông Lý Đông Hải là quan chấn trạch sơn lâm.

### Khu du lịch Động Thiên Hà
Động Thiên Hà nằm trong dải núi Tướng với độ cao gần 200m là một phần của bức tường thành thiên nhiên vững chắc bao bọc, bảo vệ phía tây nam kinh đô Hoa Lư thế kỷ thứ X, gắn liền với những địa danh lịch sử, văn hoá như Bến thuyền Nhà Lê, Núi Phật Đầu Sơn, Thửa Ruộng Đấu Lính...
Từ làng Đồng Tâm, xã Sơn Hà, Nho Quan, du khách xuống thuyền trên dòng sông Bến Đang rồi đi vào con kênh nhỏ có chiều dài chừng 1 km xen giữa cánh đồng quê. Du khách tiếp tục bộ hành trên con đường đá dài 500m ven chân núi Tướng để tới cửa động. Động có chiều dài 700m bao gồm động khô dài 200m và động nước dài 500m. Những hình dáng do đá núi tạo ra được gọi tên như: đây là chú Cáo Lỗ đang chén mồi, kia là Voi phục, Hổ rình mồi, khỉ leo cây… cao hơn có khám thờ với hình ảnh Đức Phật, thầy Đường Tăng đang tụng kinh cầu an cho các đồ đệ... tất cả đều gợi trí tò mò, khám phá của du khách.

### Khu du lịch Hang Múa
Thuộc địa phận thôn Khê Hạ, xã Ninh Xuân. Đây là khu du lịch nhân tạo với các dịch vụ như leo núi, nghỉ ngơi cuối tuần và hội nghị.
Điểm nhấn của địa điểm du lịch này ngoài phong cảnh tuyệt đẹp chính là con đường dẫn lên đỉnh núi Múa được xây dựng mô phỏng theo kiến trúc Vạn Lý Trường Thành với gần 500 bậc thang đá. Từ đỉnh núi Múa, du khách có thể chiêm ngưỡng toàn bộ cảnh đẹp của khu Tam Cốc, danh thắng nổi tiếng ở Ninh Bình. Theo truyền thuyết, vua Trần khi về vùng Hoa Lư lập Am Thái Vi thường tới đây để nghe các mỹ nữ, cung tần múa hát. Vì vậy, nơi đây được đặt tên là Hang Múa.
Hang Múa nằm dưới chân núi Múa trong quần thể khu du lịch sinh thái thuộc địa phận thôn Khê Đầu Hạ, xã Ninh Xuân, Hoa Lư, Ninh Bình. Để đến đây, bạn có thể đi theo Quốc lộ 1 tới thành phố Ninh Bình và rẽ vào Tràng An hoặc Tam Cốc sẽ thấy biển chỉ vào khu du lịch Hang Múa. Nơi đây được mệnh danh là "nàng thơ của Tam Cốc" hay "Vạn lý trường thành của Việt Nam" với khung cảnh hùng vĩ của những đỉnh núi, một chút thơ mộng của những cánh đồng lúa chín vàng hay những ngọn tháp đầy ma mị trên đỉnh núi.

### Khu du lịch hành cung Vũ Lâm
Hành cung Vũ Lâm là một căn cứ quân sự thời Trần, thuộc vùng núi phía nam quần thể di sản thế giới Tràng An. Đây từng là nơi các vua đầu nhà Trần lập căn cứ địa để củng cố lực lượng, phản công giải phóng Đại Việt trong cuộc kháng chiến đánh tan quân xâm lược Nguyên Mông lần thứ hai. Nơi đây còn gắn với sự kiện các vua Trần xuất gia tu hành, mở mang phật giáo. Hiện nay, khu vực di tích hành cung Vũ Lâm đã được phục dựng và đưa vào phục vụ du lịch cùng với bối cảnh phim trường King Kong.

## Các di tích ở Tràng An
Trước khi các di tích thuộc Quần thể di tích Cố đô Hoa Lư, Danh thắng Tràng An-Tam Cốc-Bích Động được xếp hạng là di tích quốc gia đặc biệt thì khu vực Tràng An đã có rất nhiều di tích được xếp hạng. Hệ thống di tích này nằm chủ yếu ở các khu vực đông dân cư trong quần thể Tràng An:
Di tích quốc gia đặc biệt

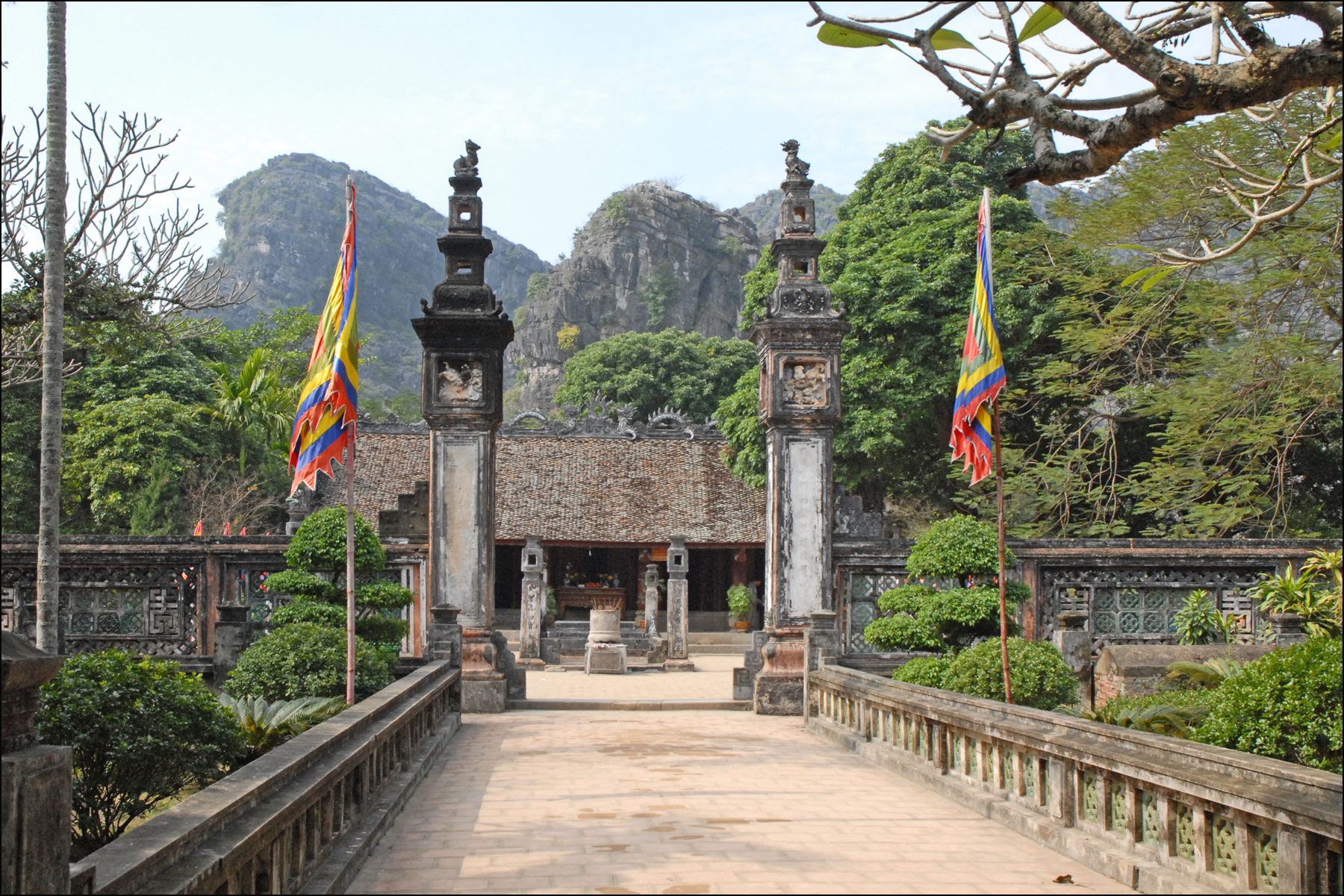
Di tích đền Vua Đinh Tiên Hoàng

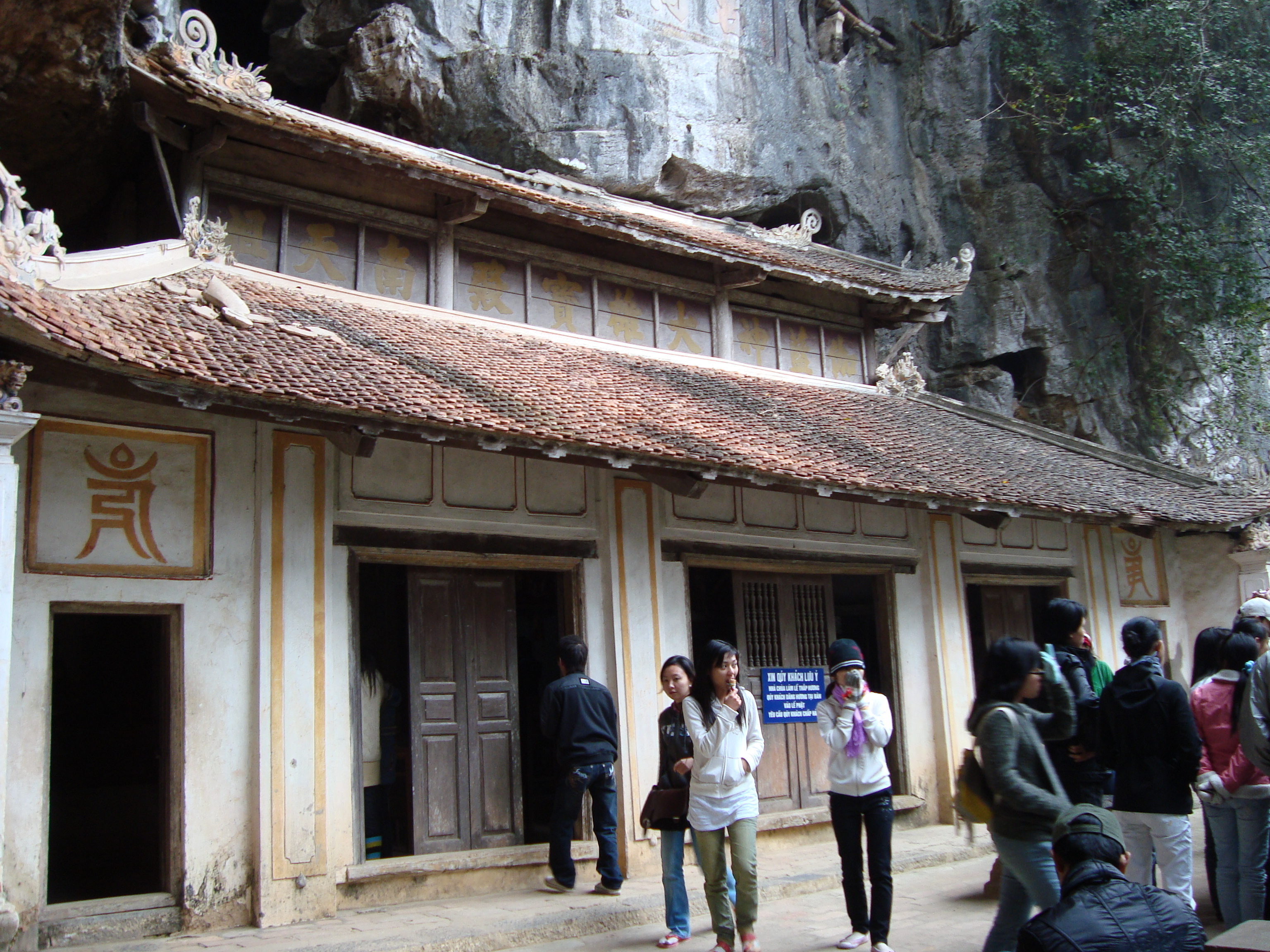
Di tích chùa Bích Động

Bao gồm hệ thống hang động Tràng An ở Nho Quan, Hoa Lư, Gia Viễn; Khu vực núi đá Trường Yên và các điểm di tích cụ thể như: đền Đinh - Lê, Hang Muối, Hang Quàn, Núi Chùa Am, Chùa Nhất Trụ, Động Am Tiên, Đình Yên Trạch, Chùa Kim Ngân, Phủ Đông Vương, Phủ Vườn Thiên, Đền thờ Công chúa Phất Kim, Bia Cửa Đông, Lăng vua Đinh và lăng vua Lê, Tam Cốc, Đền Thái Vi, Động và chùa Bích Động.
Di tích quốc gia
Đền Kê Thượng, Kê Hạ, Miếu Sơn, Chùa và động Bàn Long, Chùa và động Hoa Sơn, Đình Ngô Khê Hạ, Động Thiên Tôn, Núi chùa Bái Đính, Những địa điểm của khu căn cứ cách mạng Quỳnh Lưu, Khu Trũng, Đồng Báng, Khu vực núi Kiếp Lĩnh.
Di tích cấp tỉnh
Chùa Duyên Ninh, Chùa Bà Ngô, Nhà thờ Hàn Giang Hầu, Nhà thờ Dương Đức Vĩnh, Đền thờ Quý Minh Đại Vương và hang Đền,
Nhà thờ Nguyễn Tử Tương, Đình Các, Đình làng Yên Thành, Đình Sen thôn Hành Cung, Đình và chùa làng Chàng, Đền Thượng, đền Hạ thôn Thái Sơn, Đình Quang Hiển, Đền thờ Đức Thánh Trần, Đền và miếu làng Bãi Trữ, Đền và chùa Khả Lương, Đình Đông Khê.
Di tích khảo cổ
Các di tích khảo cổ hang động ở Tràng An phân bố với mật độ cao và chia thành 5 nhóm, mỗi nhóm từ 4-6 di tích gồm:
1. Nhóm hang Bói nằm ở khu trung tâm khối đá vôi Tràng An có diện tích khoảng 3 km2, tiêu biểu là hang Bói, hang Trống, hang Mòi.
2. Nhóm mái đá Vàng nằm ở khu trung tâm khối đá vôi Tràng An có diện tích khoảng 4 km2, tiêu biểu là Mái đá ông Hay, Mái đá Chợ và Mái đá Vàng.
3. Nhóm thung Bình nằm ở rìa phía tây khối đá vôi Tràng An trên diện tích khoảng 2 km2, tiêu biểu là 4 hang ở núi thung Bình và hang Chùa.
4. Nhóm mái đá Ốc nằm ở rìa tây nam khối đá vôi Tràng An trên diện tích khoảng 3 km2, tiêu biểu là mái đá Ốc, núi Tướng 1,2, mái đá Ốc 2 và hang Vàng.
5. Nhóm hang Áng Nồi nằm ở phía bắc khu di sản trên diện tích khoảng 4 km2, tiêu biểu là các hang Áng Nồi, hang Ông Mi và hang Son.

## Di sản thế giới kép đầu tiên ở Việt Nam

### Tiêu chí nổi bật toàn cầu
Quần thể di sản thế giới Tràng An đáp ứng 2 tiêu chuẩn di sản thiên nhiên thế giới và 1 tiêu chuẩn di sản văn hóa thế giới:
1. Tiêu chí 7 về thẩm mỹ: "Di sản chứa đựng các hiện tượng thiên nhiên siêu việt hay khu vực có vẻ đẹp thiên nhiên khác thường và tầm quan trọng thẩm mỹ". Cảnh quan ngoạn mục của Quần thể danh thắng Tràng An là kết quả của các quá trình địa chất địa mạo, thay đổi khí hậu và các môi trường phát triển liên tục qua hàng trăm triệu năm.
2. Tiêu chí 8 về địa chất: "Di sản là những ví dụ nổi bật đại diện cho những giai đoạn quan trọng của lịch sử trái đất, bao gồm cả việc ghi chép lại cuộc sống, các quá trình địa chất lớn đang tiếp diễn trong sự phát triển của các địa mạo, hay những đặc điểm địa chấn và địa hình lớn". Sự đa dạng địa chất địa mạo hiện diện tại Quần thể danh thắng Tràng An là kết quả từ các hoạt động địa chất liên tục qua hàng trăm triệu năm từ kỷ Trias đến Đệ Tứ. Trong suốt chính thời gian này, sự sụp đổ địa mạo và phân chia cao các khối núi Karst đá vôi trầm tích khổng lồ đã sảy ra ở đây. Chính những sự kiện địa chất này đã tạo ra những vùng núi quyến rũ, các thung lũng trầm tích và các hố sụt mà cùng nhau đã có được kết quả trong sự đa dạng biểu mẫu, đại chất địa mạo, hang động và các hệ thống nước của Quần thể danh thắng Tràng An.
3. Tiêu chí 5 về văn hóa: "Di sản là một ví dụ nổi bật về một kiểu định cư truyền thống của con người hoặc một phương pháp sử dụng đất truyền thống, đại diện cho một nền văn hoá (hoặc các nền văn hoá), nhất là khi nó trở nên dễ bị tổn thương dưới tác động của những biến động không thể đảo ngược được". Tràng An là một địa điểm mang ý nghĩa quốc tế cho việc trình bày và hiểu biết về cách thức rằng những người cổ đại đã có sự liên kết với cảnh quan thiên nhiên và áp dụng cho những thay đổi chính trong môi trường, qua hàng ngàn năm của kỷ Holocen giữa 23000 năm đến các thời kỳ cận đại, và trong sự đặc trưng trong suốt thời kỳ tăng lên các mực nước biển rộng khắp thế giới hậu Pleistocen như một sự ấm lên toàn cầu và tan chảy băng liên tục, ngập lụt nhiều khu vực ven biển và đất thấp được biết đến là Sự xâm thực Flandrian.

Như vậy, khu danh thắng Tràng An kể từ khi được ghi danh đến hiện nay vẫn là di sản thế giới hỗn hợp đầu tiên ở Việt Nam và cả khu vực Đông Nam Á.

### Quá trình đề cử di sản thế giới
Bắt đầu từ năm 2003, Quần thể danh thắng Tràng An đã gây sự chú ý đặc biệt của các nhà khoa học bởi giá trị nổi bật về cảnh quan sinh thái và kiến tạo địa chất, kể từ đó nhiều hoạt động bảo tồn và phát huy giá trị liên tục diễn ra: 
- Ngày 22/3/2004, Chính phủ Việt Nam có văn bản số 365/CP-KTTH, đồng ý để tỉnh Ninh Bình xây dựng Khu du lịch Tràng An, thuộc quần thể di tích - danh thắng cố đô Hoa Lư. Sau nhiều lần điều chỉnh quy mô dự án, ngày 18/11/05 UBND tỉnh Ninh Bình ra quyết định số 2570/QĐ-UB về việc phê duyệt quy hoạch xây dựng khu du lịch Tràng An.
- Ngày 17/10/2008, Bộ Văn hoá, Thể thao và Du lịch phối hợp với UBND tỉnh Ninh Bình, Hội Di sản Văn hoá Việt Nam đã tổ chức hội thảo khoa học về "Giá trị di sản văn hoá Cố đô Hoa Lư và khu du lịch Tràng An" nhằm tiến tới đề nghị UNESCO công nhận Cố đô Hoa Lư là di sản văn hóa thế giới và khu du lịch sinh thái Tràng An là di sản thiên nhiên thế giới.[20]
- Ngày 21/8/2011, tỉnh Ninh Bình đã tổ chức đón đoàn đại biểu UNESCO tham dự đại hội về thăm quần thể hang động Tràng An - chùa Bái Đính và cố đô Hoa Lư
- Ngày 18/10/2011, Chính phủ Việt Nam đã chính thức đồng ý lập hồ sơ đề nghị UNESCO công nhận quần thể danh thắng Tràng An (gồm cả rừng đặc dụng Hoa Lư, Tam Cốc và Cố đô Hoa Lư) là di sản thế giới. Việc đề cử danh sách lập hồ sơ đề trình UNESCO công nhận Tràng An là di sản thế giới được Bộ Văn hóa thể thao và du lịch đề nghị trên cơ sở đề xuất kiến nghị của lãnh đạo UBND tỉnh Ninh Bình; ý kiến đồng thuận của Hội đồng Di sản văn hóa quốc gia, Vụ Văn hóa đối ngoại và UNESCO, Ủy ban Quốc gia UNESCO Việt Nam.
- Ngày 10/05/2012, cả ba khu vực hang động Tràng An - Tam Cốc - Bích Động - cố đô Hoa Lư đều được thủ tướng chính phủ Việt Nam xếp hạng di tích quốc gia đặc biệt.
- Ngày 24-25/7/12, tại Ninh Bình đã diễn ra "Hội thảo xác định giá trị nổi bật toàn cầu của Quần thể danh thắng Tràng An". Trên cơ sở các nghiên cứu khoa học và ý kiến của các chuyên gia trong nước và quốc tế, Việt Nam chọn xây dựng hồ sơ di sản Quần thể danh thắng Tràng An theo tiêu chí hỗn hợp là tiêu chí 7, 8 và 5, có tham vấn tiêu chí 3.[21]
- Ngày 30/9/2012 Hồ sơ đề cử quần thể danh thắng Tràng An là di sản thế giới kép đã được gửi tới UNESCO.
- Ngày 23/6/2014, tại Doha, thủ đô Qatar, Quần thể danh thắng Tràng An chính thức trở thành di sản thế giới kép đầu tiên ở Việt Nam với việc đáp ứng cả hai tiêu chí nổi bật về văn hóa và thiên nhiên.[22]

## Bảo tồn và phát huy giá trị
Quần thể danh thắng Tràng An được ghi danh di sản thế giới kép là một sự kiện đặc biệt, có ý nghĩa quan trọng với Việt Nam nói chung và tỉnh Ninh Bình nói riêng. Đây là một thành công của Việt Nam trong ngoại giao văn hóa, bởi lần đầu tiên đất nước có một di sản thế giới hỗn hợp cả văn hóa và tự nhiên. Sự khẳng định này góp phần làm giàu kho tàng di sản văn hóa Việt Nam và thế giới, góp phần nâng cao hình ảnh Việt Nam.

### Phát triển du lịch
Về lĩnh vực kinh tế, Quần thể danh thắng Tràng An trở thành di sản thế giới, nhiều người đã ví đó là "con gà đẻ trứng vàng". Ngành kinh tế du lịch của Ninh Bình sau sự kiện này dự kiến có bước phát triển mới, góp phần tăng tỷ trọng dịch vụ trong cơ cấu GDP. Về mặt xã hội, sẽ giải quyết được việc làm cho nhiều lao động phục vụ tham quan, du lịch, làm dịch vụ cho khu vực di sản thế giới. Sự kiện Quần thể danh thắng Tràng An được UNESCO công nhận là di sản thiên nhiên, văn hóa thế giới là dấu ấn đậm nét, không chỉ là sự ghi nhận những nỗ lực của Ninh Bình trong việc gìn giữ, bảo tồn, phát huy các giá trị lịch sử, thiên nhiên, văn hóa mà còn mở ra rất nhiều cơ hội để tỉnh này phát triển du lịch theo hướng bền vững.
Năm 2015, theo công bố của Cục Di sản văn hóa về số lượng khách tham quan các điểm du lịch Việt Nam, Quần thể danh thắng Tràng An là khu du lịch dẫn đầu khi đón hơn 5 triệu lượt khách, bỏ xa các địa danh tiếp theo là vịnh Hạ Long đón trên 2,5 triệu lượt khách, cố đô Huế đứng thứ ba với hơn 2 triệu lượt khách, phố cổ Hội An đón khoảng 1,1 triệu lượt khách; Vườn quốc gia Phong Nha - Kẻ Bàng đón khoảng 740.000 lượt khách.
Năm 2019, lượng khách du lịch quốc tế, trong nước tới tham quan 8 di sản thế giới tại Việt Nam tăng mạnh so với năm 2018. Trong đó, Quần thể danh thắng Tràng An (Ninh Bình) tiếp tục dẫn đầu khi đón 6.327.488 lượt khách; Khu phố cổ Hội An đón 5.35 triệu lượt khách; Vịnh Hạ Long (Quảng Ninh) đã đón 4.4 triệu khách; Cố đô Huế đón 3.328.424 khách; Vường Quốc gia Phong Nha – Kẻ Bàng (Quảng Bình) đón 921 nghìn lượt khách; Khu Trung tâm Hoàng thành Thăng Long – Hà Nội đón 461.715 lượt khách; Khu Di tích Mỹ Sơn đón 419.000 khách; Thành nhà Hồ (Thanh Hóa) đón 126.660 khách...

### Bảo tồn di sản
Ngay sau khi Tràng An được công nhận di sản thế giới, Ninh Bình đã xây dựng và ban hành kế hoạch quản lý di sản theo hướng dẫn của UNESCO, trong đó xác định rõ mục tiêu, nhiệm vụ bảo tồn, phân vùng khu vực quản lý và bảo tồn, các giá trị cần bảo tồn, các kế hoạch bảo tồn và phát triển hàng năm, đồng thời nêu rõ vai trò, trách nhiệm của Ban quản lý, các Sở, ngành, chính quyền địa phương các doanh nghiệp và toàn dân trong việc bảo tồn và phát huy giá trị di sản. Ninh Bình cũng phối hợp với Bộ Xây dựng và Bộ Văn hoá, Thể thao và Du lịch bổ sung và hoàn thiện Quy hoạch tổng thể Tràng An trình Thủ tướng Chính phủ phê duyệt vào năm 2016.
Ngày 22 tháng 10 năm 2018, Tỉnh Ninh Bình đã ban hành Quyết định 28/2018/QĐ-UBND Về việc ban hành Quy chế quản lý, phát huy giá trị dị sản văn hóa Quần thể danh thắng Tràng An (đồng thời bãi bỏ các quyết định: số 26/2015/QĐ-UBND và số 35/2015/QĐ-UBND đã ban hành về Quy chế quản lý và bảo vệ các di tích khảo cổ học, di sản địa chất, cảnh quan di sản văn hóa và thiên nhiên thế giới quần thể Danh thắng Tràng An).

### Ban quản lý danh thắng Tràng An
Ban quản lý Quần thể danh thắng Tràng An là đơn vị sự nghiệp trực thuộc UBND tỉnh Ninh Bình, được thành lập theo Quyết định 150/QĐ-UBND ngày 15/3/2012 của UBND tỉnh Ninh Bình và Quyết định số 06/2012/QĐ-UBND Ngày 10/4/2012 của Ủy ban nhân dân tỉnh Ninh Bình quy định chức năng, nhiệm vụ, quyền hạn, cơ cấu tổ chức và biên chế của Ban Quản lý Quần thể danh thắng Tràng An. Theo đó Ban Quản lý Quần thể danh thắng Tràng An là đơn vị sự nghiệp đảm bảo một phần kinh phí hoạt động, trực thuộc Ủy ban nhân dân tỉnh Ninh Bình có chức năng tham mưu, giúp UBND tỉnh quản lý, bảo tồn, tôn tạo, khai thác và phát huy giá trị Quần thể danh thắng Tràng An gồm: Khu du lịch sinh thái Tràng An, Khu di tích lịch sử văn hoá Cố đô Hoa Lư, Khu du lịch Tam Cốc - Bích Động và phần rừng đặc dụng Hoa Lư tiếp giáp Khu du lịch Tam Cốc - Bích Động, trên địa bàn thành phố Hoa Lư, huyện Gia Viễn, huyện Nho Quan, thành phố Tam Điệp và thành phố Ninh Bình.
Trung tâm bảo tồn di tích Lịch sử - Văn hoá Cố đô Hoa Lư (đổi tên từ Ban Quản lý di tích lịch sử - văn hoá Cố đô Hoa Lư) là đơn vị hạch toán báo sổ. Giám đốc Ban Quản lý Quần thể danh thắng Tràng An căn cứ quy định pháp luật hiện hành quy định nhiệm vụ, quyền hạn cụ thể cho Trung tâm và chỉ đạo tổ chức thực hiện. Khi được giao bổ sung nhiệm vụ, Giám đốc Ban Quản lý Quần thể danh thắng Tràng An thống nhất với Giám đốc Sở Nội vụ trình UBND tỉnh Ninh Bình và cấp có thẩm quyền thành lập thêm các đơn vị trực thuộc.
Ban quản lý hiện có trụ sở làm việc tại trung tâm thành phố Ninh Bình, cạnh chân núi Kỳ Lân.

### Lễ hội Tràng An
Các lễ hội được mở hàng năm trong quần thể di sản thế giới Tràng An tiêu biểu nhất phải kể tới 3 lễ hội lớn nhất ở Ninh Bình hiện nay là lễ hội Hoa Lư, lễ hội Tràng An và lễ hội chùa Bái Đính.
Lễ hội chùa Bái Đính là một lễ hội xuân, diễn ra từ chiều ngày mùng 1 tết, khai mạc ngày mùng 6 tết và kéo dài đến hết tháng 3, khởi đầu cho những lễ hội hành hương về vùng đất cố đô Hoa Lư tỉnh Ninh Bình. Lễ hội chùa Bái Đính gồm các nghi thức thắp hương thờ Phật, tưởng nhớ công đức Thánh Nguyễn Minh Không, lễ tế thần Cao Sơn và chầu thánh Mẫu Thượng Ngàn. Lễ hội chùa Bái Đính bắt đầu bằng nghi thức rước kiệu mang bài vị thờ Thần Cao Sơn, Đức Thánh Nguyễn và Bà chúa Thượng Ngàn từ khu chùa cổ ra khu chùa mới để tiến hành phần hội.
Lễ hội Hoa Lư là một lễ hội cổ truyền diễn ra hàng năm để tôn vinh vị anh hùng dân tộc Đinh Bộ Lĩnh cùng quần thần đã xây dựng kinh đô Hoa Lư, lập ra nhà nước Đại Cồ Việt và mở đầu thời kỳ độc lập, thống nhất lâu dài của người Việt suốt các triều đại Đinh, Lê, Lý, Trần. Lễ hội Hoa Lư đã được xếp hạng là di sản văn hóa cấp quốc gia và đang được đề nghị nâng tầm tổ chức lễ hội theo nghi thức cấp nhà nước. Lễ hội Hoa Lư là lễ hội đã có lịch sử lâu đời, phản ánh đậm nét, sinh động về cuộc đời, thân thế và sự nghiệp của đức vua Đinh Tiên Hoàng và lịch sử Việt Nam qua ba triều đại Đinh, Lê, Lý. Lễ hội Hoa Lư xưa được các vương triều phong kiến tổ chức trang trọng ở cấp Nhà nước. Hiện nay, lễ hội Hoa Lư vẫn là lễ hội có tầm ảnh hưởng lớn, bảo lưu được những yếu tố văn hóa, văn nghệ dân gian đặc sắc và đang hướng tới nâng cấp thành quốc lễ.
Lễ hội Tràng An diễn ra trong 3 ngày, từ 17 đến 19/3 âm lịch hàng năm để tôn vinh 2 vị thần Quý Minh và Cao Sơn trấn trạch Hoa Lư tứ trấn và các vua đầu nhà Trần đã lập ra hành cung Vũ Lâm. Phần lễ với nhiều nghi thức truyền thống được diễn ra trên sông như: rước nước, rước kiệu và rồng để tỏ lòng tri ân các bậc tiền nhân có công giữ yên bờ cõi, bảo vệ giang sơn. Các đoàn rước đi thành đoàn trên những chiếc thuyền, khởi đầu từ bến thuyền Tràng An đoàn đi dọc theo dòng sông Sào Khê rước nước qua hành cung Vũ Lâm, đền Cao Sơn vào đền Suối Tiên và thực hiện các lễ tế tại đây. Lễ hội Tràng An trải qua hành trình trên sông nước qua các hang động hàng nghìn năm kiến tạo địa chất như: Hang Mây dài hơn 1 km, hang Vạng, hang Đại La, hang Vân và các điểm di tích lịch sử đền Trình, đền suối Tiên, phim trường Kong: Skull Island, hành cung Vũ Lâm. Phần hội là biểu diễn các tiết mục văn nghệ đặc sắc, các trò chơi dân gian ở hai bên dòng sông trong suốt hành trình rước.
Ngoài ra, trong quần thể di sản thế giới Tràng An còn các lễ hội khác như Lễ hội đền Trần, Lễ hội đền Thái Vi,...